# Stechginsterheide in Nordholz
Die Stechginsterheide in Nordholz ist ein Naturschutzgebiet in der niedersächsischen Gemeinde Wurster Nordseeküste im Landkreis Cuxhaven.

## Allgemeines
Das Naturschutzgebiet mit dem Kennzeichen NSG LÜ 022 ist circa 2,6 Hektar groß. Im Südosten grenzt es an das Naturschutzgebiet „Klinten“. Das Gebiet steht seit dem 29. Februar 1936 unter Naturschutz. Zuständige untere Naturschutzbehörde ist der Landkreis Cuxhaven.

## Beschreibung
Das Naturschutzgebiet liegt westlich von Nordholz am Rande der Stader Geest. Es stellt ein Niedermoorgebiet unter Schutz, auf dessen Torfflächen Zwergstrauchheide und Stechginster wachsen. Um den Baumbewuchs gering zu halten, finden Entkusselungsmaßnahmen statt.
Die Entwässerung des Gebietes erfolgt über Gräben und Siele direkt in die Nordsee.